# Serapias lupiensis
Serapias lupiensis là một loài thực vật có hoa trong họ Lan. Loài này được Medagli & al. miêu tả khoa học đầu tiên năm 1993.